# Circus melanoleucos
L'albanella bianconera (Circus melanoleucos (Pennant, 1769)) è un uccello rapace della famiglia degli Accipitridi originario di una regione che abbraccia la Siberia sud-orientale, la Corea e la Cina nord-orientale.

## Descrizione

### Dimensioni
Misura 43-50 cm di lunghezza, per un peso di 254-325 g nel maschio e di 390-455 g nella femmina; l'apertura alare è di 110-125 cm.

### Aspetto
Questo rapace di medie dimensioni ha la stessa sagoma dell'albanella reale, ma ne differisce leggermente per la maggiore lunghezza di ali, piedi e coda. I sessi differiscono tra loro nel piumaggio, ma le femmine sono solamente del 10% circa più grandi e pesanti dei maschi. I giovani hanno un aspetto diverso da quello degli adulti e ottengono il loro piumaggio definitivo solo dopo una muta completa.
Il maschio adulto ha la testa, il petto, la parte superiore del corpo, le copritrici medie e le primarie interamente nere. Le piccole copritrici sono grigiastre con i bordi bianchi. Il groppone bianco è finemente barrato di grigio. L'addome e le cosce sono di colore bianco uniforme. Il resto delle ali e la coda è grigio argento chiaro. La femmina presenta le parti superiori marroni con striature crema o bianco rossastro sulla faccia, sulla testa e sul collo, oltre che sulle piccole copritrici. Il dorso e le copritrici medie mostrano una colorazione più uniforme, mentre le grandi copritrici e le secondarie sono grigio brunastre con bande subterminali scure e alcuni bordi rossi. Le sotto-caudali sono bianche con diversi ornamenti marroni. La coda è grigio brunastra con una banda subterminale scura e almeno altre quattro bande. Le parti inferiori sono color crema o bianco rossastro con un'abbondanza di striature bruno-rosse che si estendono dalla gola alla parte alta del petto. Il ventre, le cosce e la zona anale sono meno striate.
I giovani hanno una parte superiore marrone scura vagamente bordata di cannella o di ruggine. Le grandi copritrici e le remiganti sembrano marrone scuro uniforme. Le barre nere della coda sono visibili solo a breve distanza. Le parti inferiori sono interamente rosso-cannella, ma con discrete strisce nere e beige.
Il maschio adulto ha gli occhi gialli, mentre quelli della femmina, marroni, diventano gialli con l'età. La cera è gialla o verdastra. I maschi hanno le zampe giallo-arancio, mentre le femmine le hanno giallastro chiaro. I giovani hanno le zampe giallo opache.

### Voce
Eccetto quando è inquieta ed emette qualche debole wek-wek-wek, questa albanella è generalmente silenziosa al di fuori del periodo di riproduzione. Durante la parata, il maschio emette ripetutamente un kiiy-weee che ricorda il grido della pavoncella eurasiatica (Vanellus vanellus). La femmina produce un veloce kee-kee-kee. Quando viene disturbata nel nido con uno o più piccoli, emette un chak-chak-chak-chak-chak-chak che richiama quello della gazza comune (Pica pica).

## Biologia
Le albanelle bianconere conducono spesso un'esistenza solitaria. Tuttavia, la sera, quando vanno a dormire, formano dei raggruppamenti liberi, a volte in compagnia di altre specie di albanella. In altre occasioni, ad esempio quando trovano posti ricchi di risorse alimentari o durante la migrazione, possono essere addirittura socievoli. Come altre albanelle, effettuano parate aeree durante le quali praticano il volo circolare da sole o in coppia. Il maschio esegue anche delle picchiate vertiginose in direzione della compagna mentre emette forti grida. Realizza anche un volo ondulato a forma di montagne russe. Queste parate hanno luogo principalmente all'inizio del ciclo di riproduzione. In questa fase, non è raro che il maschio pratichi offerte rituali di cibo.
Praticamente tutte le albanelle bianconere sono migratrici. Si dirigono verso sud in settembre-ottobre e tornano a nord solo tra marzo e maggio. Tuttavia, negli anni in cui vi è una proliferazione di toporagni, alcuni esemplari rimangono a svernare nella parte meridionale dell'Ussuri e nel nord-est della Cina. Generalmente, le albanelle bianconere migrano verso il Sud-est asiatico, la Birmania, nei vari paesi dell'Indocina, nella penisola malese e nelle Filippine, fino alle Sulu e al nord del Borneo. Alcuni uccelli si dirigono a ovest verso il Bangladesh, il nord-est dell'India e persino verso il Tamil Nadu e lo Sri Lanka.

### Alimentazione
La dieta varia molto a seconda della stagione, della regione e degli individui. Tuttavia, elencate in ordine di importanza, sono state registrate le seguenti prede: piccoli mammiferi (specialmente toporagni), rane, grossi insetti (vale a dire cavallette e coleotteri), piccoli nidiacei, lucertole, piccoli passeriformi feriti o malati, serpenti e pesci. Occasionalmente, nel menu fanno la comparsa anche le carogne. I metodi di caccia sono quelli che vengono utilizzati tradizionalmente dalle altre albanelle. Come le altre specie del genere Circus, le albanelle bianconere volano infatti a bassa quota al di sopra del terreno e piombano a terra per catturare le prede.

### Riproduzione
In Manciuria e in Corea, la stagione di nidificazione ha luogo da metà maggio ad agosto. In Assam e in Birmania, essa ha inizio probabilmente in aprile. Il nido è una sorta di cuscinetto di forma appiattita costruito con erbe, canne e altre piante locali. Misura da 40 a 50 centimetri di diametro. È posto sul terreno in una regione secca o più abitualmente in un luogo umido o paludoso in mezzo a canne, giunchi, erbe alte o bassi cespugli. La covata comprende 4 o 5 uova che vengono incubate per circa 30 giorni. I piccoli sono nidicoli e lasciano il luogo di nascita solo dopo un mese o poco più dopo la schiusa.

## Distribuzione e habitat
Le albanelle bianconere frequentano le contrade più o meno aperte. Il loro habitat varia dalle steppe aride o dalle praterie rigogliose fino alle boscaglie paludose di betulle. Tuttavia, esse mostrano una chiara preferenza per le zone umide come le sponde dei laghi, le praterie che costeggiano i fiumi o le paludi con canneti e giuncheti. Durante il periodo invernale, occupano le praterie, i terreni coltivati e le colline aperte. Apprezzano soprattutto le risaie, le paludi e i luoghi ricchi di canne. Le albanelle bianconere si incontrano dal livello del mare fino a 2100 metri. Non nidificano mai al di sopra dei 1500 metri.
Le albanelle bianconere nidificano nell'Asia centro-orientale: il loro areale comprende la Siberia orientale dalla Transbaikalia alle vallate dell'Amur e dell'Ussuri, la Mongolia nord-orientale, la Cina settentrionale e la Corea del Nord. Curiosamente, alcuni uccelli nidificano o hanno nidificato nell'India nord-orientale (Assam) e nel nord della Birmania. Le albanelle bianconere svernano nel sud-est del continente (vedi sopra). La specie è monotipica.

## Conservazione
Le albanelle bianconere occupano un areale dalla superficie stimata tra 1,2 e 1,6 milioni di chilometri quadrati. Negli habitat a loro particolarmente adatti, i nidi non distano mai più di un chilometro l'uno dall'altro, il che indica una densità più o meno simile a quella dell'albanella minore (Circus pygargus). Più di 14.000 uccelli sono stati registrati durante il passaggio lungo le coste della Cina durante la migrazione autunnale, ma questo movimento conteneva numerosi giovani. Gli studiosi sono giunti alla conclusione che la popolazione complessiva può essere stimata in diverse decine di migliaia di esemplari. Come la maggior parte delle altre albanelle, questa specie è probabilmente in declino a causa del prosciugamento delle zone umide e della loro conversione in terreni agricoli. Ciononostante, viene classificata come «specie a rischio minimo» (Least Concern).